# Heinrich Micko
Heinrich Jakob Micko (6. prosince 1899 Přední Výtoň – 28. ledna 1969 Vídeň) byl spisovatel a německý nářeční básník.

## Život
Jeho otcem byl Jakob Micko (1871 Prachatice – 1922 České Budějovice), učitel a spisovatel; matkou Luisa Fuchsová (1874–1955). V letech 1911 až 1918 navštěvoval gymnázium v Českých Budějovicích. Za první světové války sloužil jako voják v Haliči a Tyrolsku, stal se válečným zajatcem v Itálii. V letech 1920 až 1928 žil ve Vídni, kde studoval němčinu a historii. V roce 1929 získal doktorát z filozofie. Během studií pracoval jako bankovní úředník a spisovatel na volné noze. V roce 1930 pracoval pro Německý slovník (DWB) v Berlíně. Byl také zaměstnancem Královské pruské akademie věd a pracoval jako autor pro místní časopisy Deutsche Heimat, Waldbrunnen, Waldheimat a Wäldlerkalender. V roce 1937 byl editorem pražského vydání básní Adalberta Stiftera. Po druhé světové válce žil ve Vídni.
Jeho syn Stefan Micko (1932–2011) byl v letech 1987 až 2000 zakladatelem časopisu Deutsche Sprachwelt a předsedou jazykové asociace Muttersprach.

## Výběr z díla
- MICKO, Heinrich.  Die Mundart von Wadetstift im Böhmerwald. Reichenberg: Anstalt für Sudetendeutsche Heimatforschung, 1930. 135 s. Beiträge zur Kenntnis Sudetendeutscher Mundarten, 5.
- STIFTER, Adalbert a MICKO, Heinrich, ed. Adalbert Stifters früheste Dichtungen. Prag: Gesellschaft deutscher Bücherfreunde in Böhmen, 1937. 59 s.